# Kathleen Hering
Kathleen Hering es una deportista alemana que compitió en bobsleigh. Ganó una medalla de oro en el Campeonato Mundial de Bobsleigh de 2000, en la prueba doble.

## Palmarés internacional
| Campeonato Mundial | Campeonato Mundial    | Campeonato Mundial | Campeonato Mundial |
| Año                | Lugar                 | Medalla            | Prueba             |
| ------------------ | --------------------- | ------------------ | ------------------ |
| 2000               | Winterberg (Alemania) | Medalla de oro     | Doble              |